# SM UC-59
SM UC-59 – niemiecki podwodny stawiacz min z okresu I wojny światowej, jedna z 64 zbudowanych jednostek typu UC II. Zwodowany 28 września 1916 roku w stoczni Kaiserliche Werft w Gdańsku, został przyjęty do służby w Kaiserliche Marine 12 maja 1917 roku. W trakcie służby operacyjnej w składzie Flotylli Bałtyckiej i 1. Flotylli U-Bootów Hochseeflotte okręt odbył dziewięć misji bojowych, podczas których zatopił osiem statków o łącznej pojemności 5121 BRT, a ponadto zdobył jeden statek o pojemności 1277 BRT. SM UC-59 został poddany Brytyjczykom 21 listopada 1918 roku w wyniku podpisania rozejmu w Compiègne, a następnie złomowany w latach 1919–1920.

## Projekt i budowa
Sukcesy pierwszych niemieckich podwodnych stawiaczy min typu UC I, a także niedostatki tej konstrukcji, skłoniły dowództwo Cesarskiej Marynarki Wojennej z admirałem von Tirpitzem na czele do działań mających na celu budowę nowego, znacznie większego i doskonalszego typu okrętów podwodnych. Opracowany latem 1915 roku projekt okrętu, oznaczonego później jako typ UC II, tworzony był równolegle z projektem przybrzeżnego torpedowego okrętu podwodnego typu UB II. Głównymi zmianami w stosunku do poprzedniej serii były: instalacja wyrzutni torpedowych i działa pokładowego, zwiększenie mocy i niezawodności siłowni, oraz wzrost prędkości i zasięgu jednostki, kosztem rezygnacji z możliwości łatwego transportu kolejowego (ze względu na powiększone rozmiary).
SM UC-59 zamówiony został 12 stycznia 1916 roku jako jednostka z III serii okrętów typu UC II (numer projektu 41, nadany przez Inspektorat U-Bootów), w ramach wojennego programu rozbudowy floty . Został zbudowany w stoczni Kaiserliche Werft w Gdańsku jako jeden z sześciu okrętów typu UC II zamówionych w tej wytwórni. UC-59 otrzymał numer stoczniowy 41 (Werk 41)  . Stępkę okrętu położono 25 marca 1916 roku , a zwodowany został 28 września 1916 roku. Koszt budowy okrętu wyniósł 1 mln 935 tys. marek.

## Dane taktyczno-techniczne
SM UC-59 był średniej wielkości przybrzeżnym okrętem podwodnym o konstrukcji dwukadłubowej. Długość całkowita wynosiła 50,5 metra, szerokość 5,22 metra i zanurzenie 3,61 metra . Wykonany ze stali kadłub sztywny miał 39,3 metra długości i 3,61 metra szerokości, a wysokość (od stępki do szczytu kiosku) wynosiła 7,46 metra . Wyporność w położeniu nawodnym wynosiła 415 ton, a w zanurzeniu 498 ton. Jednostka miała wysoki, ostry dziób przystosowany do przecinania sieci przeciwpodwodnych; do jej wnętrza prowadziły trzy luki: pierwszy przed kioskiem, drugi w kiosku, a ostatni w części rufowej, prowadzący do maszynowni . Cylindryczny kiosk miał średnicę 1,4 metra i wysokość 1,8 metra, obudowany był opływową osłoną . Okręt napędzany był na powierzchni przez dwa 6-cylindrowe, czterosuwowe silniki wysokoprężne Daimler MU526 o łącznej mocy 660 KM, a pod wodą poruszał się dzięki dwóm silnikom elektrycznym BBC o łącznej mocy 620 KM . Dwa wały napędowe obracały dwie śruby wykonane z brązu manganowego (o średnicy 1,9 metra i skoku 0,9 metra) . Okręt osiągał prędkość 11,6 węzła na powierzchni i 7,3 węzła w zanurzeniu. Zasięg wynosił 9450 Mm przy prędkości 7 węzłów w położeniu nawodnym oraz 52 Mm przy prędkości 4 węzłów pod wodą. Zbiorniki mieściły 63 tony paliwa, a energia elektryczna magazynowana była w dwóch bateriach akumulatorów 26 MAS po 62 ogniwa, zlokalizowanych pod przednim i tylnym pomieszczeniem mieszkalnym załogi. Okręt miał siedem zewnętrznych zbiorników balastowych . Dopuszczalna głębokość zanurzenia wynosiła 50 metrów , a czas wykonania manewru zanurzenia 40 sekund.
Głównym uzbrojeniem okrętu było 18 min kotwicznych typu UC/200 w sześciu skośnych szybach minowych o średnicy 100 cm, usytuowanych w podwyższonej części dziobowej jeden za drugim w osi symetrii okrętu, pod kątem do tyłu (sposób stawiania – „pod siebie”). Układ ten powodował, że miny trzeba było stawiać na zaplanowanej przed rejsem głębokości, gdyż na morzu nie było do nich dostępu (co znacznie zmniejszało skuteczność okrętów). Wyposażenie uzupełniały dwie zewnętrzne wyrzutnie torped kalibru 500 mm (umiejscowione powyżej linii wodnej na dziobie, po obu stronach szybów minowych), jedna wewnętrzna wyrzutnia torped kal. 500 mm na rufie (z łącznym zapasem 7 torped) oraz umieszczone przed kioskiem działo pokładowe kal. 88 mm L/30, z zapasem amunicji wynoszącym 130 naboi . Okręt wyposażony był w dwa peryskopy Zeissa: wachtowy i bojowy oraz radiostację z podnoszonym masztem o wysokości 10 metrów. Wyposażenie uzupełniała kotwica grzybkowa o masie 272 kg .
Załoga okrętu składała się z 3 oficerów oraz 23 podoficerów i marynarzy.

## Służba

### 1917 rok
12 maja 1917 roku SM UC-59 został przyjęty do służby w Cesarskiej Marynarce Wojennej . Dowództwo okrętu objął kpt. mar. (niem. Kapitänleutnant) Herbert Lefholz, dowodzący wcześniej UB-33 i UB-23 . Po okresie szkolenia okręt został 21 lipca 1917 roku przydzielony do Flotylli Bałtyckiej . 20 sierpnia pierwszą ofiarą działalności UC-59 został zbudowany w 1911 roku rosyjski pomocniczy trałowiec „Ilja Muromiec” o wyporności 207 ton (jako jednostka cywilna charakteryzował się pojemnością 330 BRT), który zatonął na postawionej przez U-Boota minie na północ od wyspy Vormsi (w katastrofie zginęło 11 członków jego załogi) .
W październiku 1917 roku SM UC-59 (wraz z siostrzanymi jednostkami UC-56, UC-57, UC-58, UC-60 i UC-78) w składzie flotylli „Kurlandia” wziął udział w operacji Albion, mającej na celu opanowanie Wysp Moonsundzkich. W pierwszej dekadzie października okręt wyszedł z Lipawy z zadaniem zajęcia pozycji u północno-wschodnich wybrzeży Ozylii, by wraz z UC-58 pełnić rolę punktów orientacyjnych dla floty inwazyjnej. Następnie został przesunięty do obserwacji rejonu na północ od wyspy Osmussaar i po pomyślnym wykonaniu zadania U-Boot powrócił do bazy między 20 a 25 października. W dniach 17–19 października nieopodal rejonu patrolowania U-Boota przeszedł duży zespół okrętów rosyjskich ewakuujących się z Zatoki Ryskiej.
11 grudnia 1917 roku UC-59 został przydzielony do 1. Flotylli U-Bootów Hochseeflotte .

### 1918 rok
Na początku 1918 roku okręt postawił kilka zagród minowych w rejonie podejść do Scapa Flow. 23 lutego 1918 roku na jedną z nich wszedł zbudowany w 1908 roku brytyjski parowiec „Remus” (1079 BRT), płynący z Longhope z ładunkiem węgla. Statek zatonął 6 Mm na południe od wyspy Copinsay na pozycji 58°50′N 2°42′W/58,833333 -2,700000, ze stratą pięciu członków załogi . 27 kwietnia 1918 roku nowym dowódcą UC-59 został mianowany por. mar. (niem. Oberleutnant zur See) Walther Strasser, dowodzący wcześniej U-98 .
Na pierwszy sukces pod nowym dowództwem załoga U-Boota musiała czekać do 28 czerwca, kiedy to w Skagerraku na pozycji 57°50′N 8°42′W/57,833333 -8,700000 został zatopiony zbudowany w 1862 roku norweski żaglowiec „Elbjorg” o pojemności 523 BRT, płynący na trasie Fredrikstad – Hartlepool (nikt nie zginął) . Następnego dnia ofiarami okrętu podwodnego zostały dwie jednostki: nowy, zbudowany w 1918 roku duński czteromasztowy szkuner z napędem pomocniczym „Drowning Thyra” (430 BRT), przewożący miazgę drzewną z Göteborga do Rouen (na pozycji 57°30′N 6°42′E/57,500000 6,700000, bez strat w ludziach) oraz pochodzący z 1875 roku norweski żaglowiec „Ariadne” (496 BRT), transportujący stemple z Brevik do Hartlepool (na pozycji 57°20′N 5°32′E/57,333333 5,533333, także bez strat w załodze)  . 12 lipca U-Boot zdobył w Skagerraku na pozycji 57°45′N 9°05′E/57,750000 9,083333 zbudowany w 1897 roku duński parowiec „Margrete” (1277 BRT), płynący pod balastem z Aalborga do Hartlepool .
21 sierpnia ofiarami działalności UC-59 zostały dwie norweskie jednostki, płynące z Hartlepool do Kristianii z ładunkiem węgla: zbudowany w 1904 roku holownik „Loeke” (319 BRT) oraz holowana przez niego, pochodząca z 1875 roku, barka „Hecla” (860 BRT). Do zatopienia doszło za pomocą działa pokładowego w odległości około 105 Mm na północny wschód od Amble, a wśród załóg statków nie było ofiar śmiertelnych  . Ostatnim wojennym sukcesem UC-59 było zatopienie 24 sierpnia zbudowanego w 1883 roku uzbrojonego brytyjskiego parowca „Auckland Castle” (1084 BRT), transportującego węgiel z Hartlepool do Moss. Statek został storpedowany bez ostrzeżenia w odległości 5 Mm na południowy wschód od wysp Farne (Northumberland), a na jego pokładzie zginęło 12 członków załogi wraz z kapitanem  .
W myśl postanowień rozejmu w Compiègne UC-56 został 21 listopada 1918 roku poddany Brytyjczykom  . Okręt został zezłomowany w Bo’ness w latach 1919–1920 .

### Podsumowanie działalności bojowej
SM UC-59 odbył dziewięć misji bojowych, w wyniku których zatonęło osiem statków o łącznej pojemności 5121 BRT, a ponadto zdobyto jeden statek o pojemności 1277 BRT . Na pokładach zatopionych i uszkodzonych jednostek zginęło co najmniej 28 osób, w tym 12 na brytyjskim parowcu „Auckland Castle”  . Pełne zestawienie zadanych przez niego strat przedstawia poniższa tabela :
| Data             | Nazwa             | Państwo            | Tonaż      | Los jednostki |
| ---------------- | ----------------- | ------------------ | ---------- | ------------- |
| 20 sierpnia 1917 | „Ilja Muromiec”   | Rosyjska Carska MW | 330        | zatopiony     |
| 23 lutego 1918   | „Remus”           | Wielka Brytania    | 1079       | zatopiony     |
| 28 czerwca 1918  | „Elbjorg”         | Norwegia           | 523        | zatopiony     |
| 29 czerwca 1918  | „Drowning Thyra”  | Dania              | 430        | zatopiony     |
| 29 czerwca 1918  | „Ariadne”         | Norwegia           | 496        | zatopiony     |
| 12 lipca 1918    | „Margrete”        | Dania              | 1277       | zdobyty       |
| 21 sierpnia 1918 | „Loeke”           | Norwegia           | 319        | zatopiony     |
| 21 sierpnia 1918 | „Hecla”           | Norwegia           | 860        | zatopiony     |
| 24 sierpnia 1918 | „Auckland Castle” | Wielka Brytania    | 1084       | zatopiony     |
| RAZEM            | RAZEM             | zatopione:         | zatopione: | 8             |
| RAZEM            | RAZEM             | zdobyte:           | zdobyte:   | 1             |